# نظریه یکسانی خنثی برای تنوع زیستی
نظریه یکسانی خنثی برای تنوع زیستی و جغرافیای زیستی (به انگلیسی: Unified neutral theory of biodiversity and biogeography) (در اینجا "نظریه یکسانی" یا "UNTB") یک نظریه و عنوان تک‌نگاری بوم‌شناس استفان پی. هابل است. هدف آن توضیح تنوع و فراوانی نسبی گونه‌ها در جوامع بوم‌شناختی است. مانند دیگر نظریه‌های خنثی بوم‌شناسی، هابل فرض می‌کند که تفاوت‌های میان اعضای یک جامعه زیست‌محیطی از گونه‌های تغذیه‌ای مشابه «خنثی» یا بی‌ربط به موفقیت آن‌ها است. این بدان معناست که تفاوت‌های کنام بر فراوانی تأثیر نمی‌گذارد و فراوانی هر گونه از یک راه رفتن تصادفی پیروی می‌کند. این نظریه بحث‌هایی را برانگیخته است، و برخی از نویسندگان آن را نسخه پیچیده‌تری از دیگر مدل‌های صفر می‌دانند که بهتر با داده‌ها مطابقت دارند.

«خنثی» به این معنی است که در یک سطح پروردگی معین در یک شبکه غذایی، گونه‌ها از نظر نرخ تولد، نرخ مرگ و میر، نرخ پراکندگی و نرخ گونه‌زایی، زمانی که بر اساس سرانه اندازه‌گیری می‌شوند، معادل هستند. این را می‌توان یک فرض صفر برای نظریه کنام در نظر گرفت. هابل بر اساس مدل‌های خنثی پیشین، از جمله نظریه جغرافیای زیستی جزیره رابرت مک آرتور و ادوارد ویلسون و مفاهیم تقارن و مدل‌های صفر استیون جی گولد ساخته شد.
در حالی که این نظریه به عنوان ابزاری ارزشمند برای دیرینه‌شناسان معرفی شده‌است، تاکنون کار کمی برای آزمایش این نظریه در برابر رکوردهای فسیلی انجام شده‌است.